# Historische Collectie Verbindingsdienst

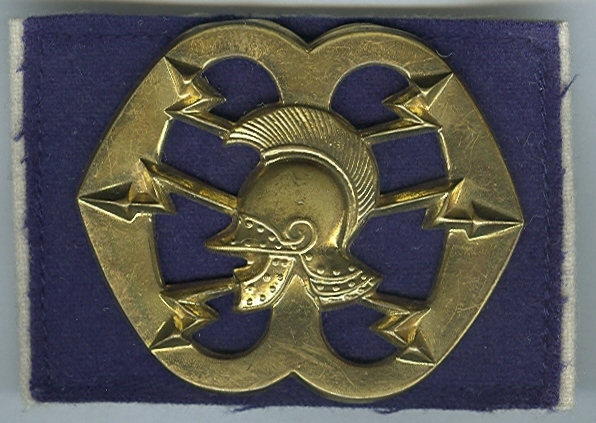
Barettemblem des niederländischen Fernmelderegiments Regiment Verbindingstroepen. Es zeigt einen antiken Helm mit daraus austretenden Fernmeldeblitzen und ist sowohl das Wappen des Regiments als auch Logo der HC Vbdd.

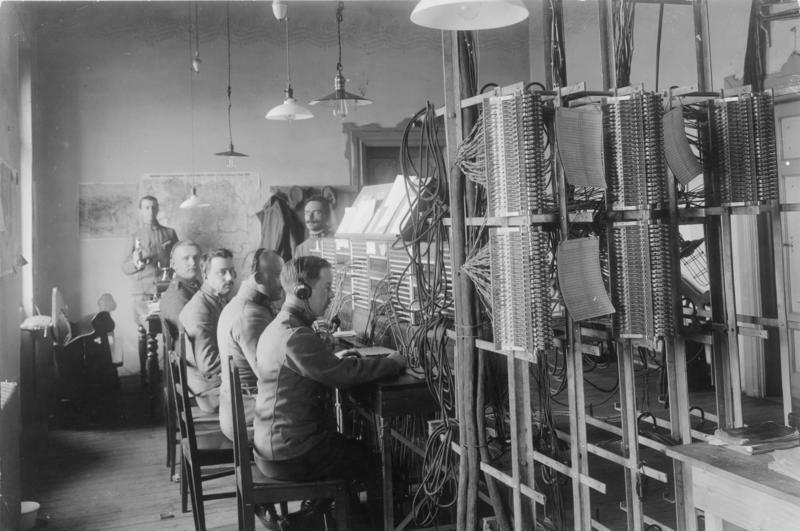
Historische militärische Fernsprechvermittlungsstelle, die den Ursprung des niederländischen Begriffs Verbindingsdienst erkennen lässt.

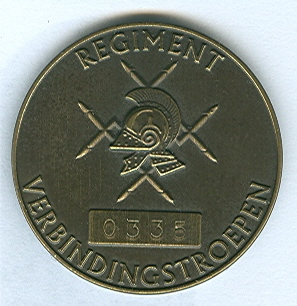
Solch eine (nummerierte) Medaille wird vom Regimentskommandeur an im Regiment Verbindingstroepen dienende Personen verliehen.

Die Historische Collectie Verbindingsdienst (kurz HCV oder HC Vbdd, deutsch „Historische Fernmeldesammlung“, wörtlich „Historische Kollektion Verbindungsdienst“, zuvor Museum Verbindingsdienst) ist die wohl bedeutendste Schausammlung der Niederlande zum Thema Fernmeldetechnik der niederländischen Fernmeldetruppen. Sie liegt an der Straße Barchman Wuytierslaan Nr. 198 in Amersfoort und ist jeden Mittwoch von 10 bis 16 Uhr geöffnet.

## Geschichte
Vorläufer der HCV ist das ursprüngliche Museum Verbindingsdienst. Es war am 18. Februar 1969 in der Elias-Beeckman-Kaserne in Ede gegründet worden. Nach Schließen der Kaserne im Jahr 2006 musste aber ein neuer Standort gesucht werden. Dieser wurde mit der Bernhardkaserne (benannt nach Prinz Bernhard) in Amersfoort gefunden. Das Museum am alten Standort wurde endgültig am 1. Juni 2009 geschlossen, zog um und wurde schließlich am 18. Februar 2015 als „Historische Sammlung“ unter der Regie des Regiments Verbindingstroepen (niederländisches Fernmelderegiment) neu eröffnet.

## Exponate
Die Ausstellungen beinhalten militärische und Agenten-Funkgeräte sowie Schlüsselmaschinen, außerdem historische Uniformen und eine Vielzahl an weiteren Exponaten. Dazu gehört eine authentische Enigma I, die im Zweiten Weltkrieg zur Verschlüsselung des Nachrichtenverkehrs der deutschen Wehrmacht verwendet wurde. Die Sammlungen sind chronologisch in fünf jeweils fünfzigjährige Zeitspannen gegliedert, die den Zeitraum von 1800 bis 2050 abdecken.
Während die erste Zeitspanne von 1800 bis 1850 sich frühen optischen und akustischen Nachrichtenverbindungen widmet, steht für den Zeitraum von 1850 bis 1900 die kabelgebundene Telegrafie im Fokus. Der dritte Abschnitt bis 1950 umfasst die beiden Weltkriege und konzentriert sich auf die drahtlose Funktechnik. Die zweite Hälfte des 20. Jahrhunderts schließlich war gekennzeichnet durch Automatisierung und Digitalisierung der Nachrichtentechnik. Und die fünfte Abteilung (2000 bis 2050) führt in die Moderne und gibt einen Ausblick in die nahe Zukunft der Informationstechnik.